# Set Me Free!
Set Me Free!（セット・ミー・フリー）は、日本の女性歌手、今井絵理子の5枚目のシングル。

## 解説
- 2001年6月6日にトイズファクトリーよりリリースされた。
- 本人出演のアサヒ飲料「バヤリースオレンジフルオレンジ」CMソング。
- カップリング「唇」は初めて作詞を手がけた曲である。

## 収録曲
1. Set Me Free!
  - 作詞・作曲:伊秩弘将/編曲:水島康貴
2. 唇
  - 作詞:今井絵理子/作曲:伊秩弘将/編曲:水島康貴
3. Through The Many Nights
  - 作詞・作曲:伊秩弘将/編曲:水島康貴
4. Set Me Free!(instrumental)
5. 唇(instrumental)
6. Through The Many Nights(instrumental)

## カタログ
TFCC-87090 定価￥1,260(廃盤)